# Merodontina silvatica
Merodontina silvatica là một loài ruồi trong họ Asilidae. Merodontina silvatica được Haupt & Azuma miêu tả năm 1998. Loài này phân bố ở vùng Cổ Bắc giới và châu Á.